# Haplocheira barbimana
Haplocheira barbimana är en kräftdjursart som först beskrevs av Thomson 1879.  Haplocheira barbimana ingår i släktet Haplocheira och familjen Aoridae. Inga underarter finns listade i Catalogue of Life.